# ضفدع ريو النمري الكبير
ضفدع ريو النمري الكبير (الاسم العلمي: Rana berlandieri) (بالإنجليزية: Rio Grande leopard frog)‏ هو نوع من البرمائيات يتبع جنس الضفدع الحقيقي من فصيلة الضفادع الحقيقية.